# 斯普鲁斯狸藻
斯普鲁斯狸藻（学名：Utricularia spruceana）为狸藻属小型贴水生或陆生食虫植物。其种加词“spruceana”来源于英国植物采集者斯普鲁斯（Spruce）。斯普鲁斯狸藻为南美洲的特有种，存在于巴西及委内瑞拉。1967年，因彼得·泰勒在检查斯普鲁斯狸藻及颠倒狸藻（U. resupinata）的标本时观察的唯一区别仅为斯普鲁斯狸藻较为小型，所以他将斯普鲁斯狸藻列为了颠倒狸藻的同物异名。而两者的其他标本相继发表后，彼得·泰勒基于这些标本形态特征的差异，再次将斯普鲁斯狸藻独立出来。

## 外部連結
维基共享资源上的相關多媒體資源：斯普鲁斯狸藻
 維基物種上的相關：斯普鲁斯狸藻